# Ariadna maxima
Espèce
Synonymes
- Dysdera maxima Nicolet, 1849
- Dysdera incerta Nicolet, 1849
- Dysdera virens Nicolet, 1849
- Dysdera longipes Nicolet, 1849
- Dysdera coarctata Nicolet, 1849
- Segestria pusilla Nicolet, 1849
- Ariadna ashantica Strand, 1916

Ariadna maxima est une espèce d'araignées aranéomorphes de la famille des Segestriidae.

## Distribution
Cette espèce se rencontre au Chili y compris sur l'archipel Juan Fernández et en Argentine dans la province de Neuquén,. 
Elle pourrait avoir été introduite au Ghana. 

## Description
Le mâle décrit par Giroti et Brescovit en 2018 mesure 10,0 mm et la femelle 14,24 mm, les mâles mesurent de 7,7 à 11,15 mm et les femelles de 10,43 à 20,25 mm.

## Publication originale
- Nicolet, 1849 : Aracnidos. Historia física y política de Chile. Zoología, vol. 3, p. 319-543.